# Les Anges violés
Pour plus de détails, voir Fiche technique et Distribution.
Les Anges violés (犯された白衣, Okasareta hakui) est un film japonais, sorti en 1967. Ce film est inspiré par l'affaire Richard Speck.

## Synopsis
Un jeune homme entre par effraction dans un pensionnat pour infirmières et tue les occupantes une par une.
A la fin, lui et une infirmière survivante se caressent au milieu des corps des occupantes disposés en rayons ressemblant au drapeau japonais.

## Fiche technique
- Titre français : Les Anges violés[1]
- Titre original : 犯された白衣 (Okasareta hakui?)
- Réalisation : Kōji Wakamatsu
- Scénario : Masao Adachi, Jūrō Kara et Kōji Wakamatsu
- Pays d'origine : Japon
- Format : Noir et blanc - 35 mm - 2,35:1 - Mono
- Genre : thriller
- Durée : 56 minutes
- Date de sortie :
  -  Japon: 1967
  -  France: frappé d'interdiction totale en 1973[2]

## Distribution
- Jūrō Kara : garçon
- Keiko Koyanagi : infirmière en chef
- Shoko Kido : Infirmière